# Úrvalsdeild (2015)
Úrvalsdeild 2015 – 104. edycja najwyższych w hierarchii rozgrywek ligowych piłki nożnej na Islandii. W rozgrywkach brało udział 12 drużyn, grając systemem kołowym. Tytułu mistrzowskiego broniła drużyna Stjarnan.

## Drużyny
| Uczestnicy poprzedniej edycji                                                                                 | Uczestnicy poprzedniej edycji | Uczestnicy poprzedniej edycji | Uczestnicy poprzedniej edycji |
| --- | ----------------------------- | ----------------------------- | ----------------------------- |
| STJ | Stjarnan                      | 1                             |                               |
| FH | FH                            | 2                             |                               |
| KRE | KR                            | 3                             |                               |
| VÍR | Víkingur Reykjavík            | 4                             |                               |
| VAL | Valur                         | 5                             |                               |
| FYL | Fylkir                        | 6                             |                               |
| BRE | Breiðablik                    | 7                             |                               |
| ÍBK | Keflavík                      | 8                             |                               |
| FJÖ | Fjölnir                       | 9                             |                               |
| ÍBV | ÍB Vestmannaeyja              | 10                            |                               |
| Awans z 1. deild 2014                                                                                         |                               |                               |                               |
| LEI | Leiknir                       | 1                             |                               |
| ÍA | Akraness                      | 2                             |                               |
| Oznaczenia: - kolumna pierwsza – skróty nazw drużyn, - kolumna trzecia – miejsce zajęte w poprzednim sezonie. |                               |                               |                               |

## Tabela
| Lp. | Drużyna            | M  | Z  | R | P  | Bramki | Bramki | Różn. | Pkt      | Uwagi                                        |
| --- | ------------------ | -- | -- | - | -- | ------ | ------ | ----- | -------- | -------------------------------------------- |
| 1   | FH (M)             | 22 | 15 | 3 | 4  | 47     | 26     | +21   | 48       | Liga Mistrzów UEFA • II runda kwalifikacyjna |
| 2   | Breiðablik         | 22 | 13 | 7 | 2  | 34     | 13     | +21   | 46       | Liga Europy UEFA • I runda kwalifikacyjna    |
| 3   | KR                 | 22 | 12 | 6 | 4  | 36     | 21     | +15   | 42       | Liga Europy UEFA • I runda kwalifikacyjna    |
| 4   | Stjarnan           | 22 | 9  | 6 | 7  | 32     | 24     | +8    | 33\|\|\| |                                              |
| 5   | Valur              | 22 | 9  | 6 | 7  | 38     | 31     | +7    | 33       | Liga Europy UEFA • I runda kwalifikacyjna1   |
| 6   | Fjölnir            | 22 | 9  | 6 | 7  | 36     | 35     | +1    | 33       |                                              |
| 7   | Akraness           | 22 | 7  | 8 | 7  | 31     | 31     | 0     | 29       |                                              |
| 8   | Fylkir             | 22 | 7  | 8 | 7  | 26     | 31     | −5    | 29       |                                              |
| 9   | Víkingur Reykjavík | 22 | 5  | 8 | 9  | 32     | 36     | −4    | 23       |                                              |
| 10  | ÍB Vestmannaeyja   | 22 | 5  | 4 | 13 | 26     | 37     | −11   | 19       |                                              |
| 11  | Leiknir (S)        | 22 | 3  | 6 | 13 | 20     | 34     | −14   | 15       | Spadek do 1. deild                           |
| 12  | Keflavík (S)       | 22 | 2  | 4 | 16 | 22     | 61     | −39   | 10       | Spadek do 1. deild                           |

## Wyniki
| Gospodarz \ Gość   | BRE | FH  | FJÖ | FYL | ÍA  | ÍBV | ÍBK | KRE | LEI | STJ | VAL | VÍR |
| Breiðablik         |     | 2:1 | 2:0 | 0:1 | 3:1 | 1:0 | 4:0 | 2:2 | 0:0 | 3:0 | 1:0 | 4:1 |
| FH                 | 1:1 |     | 2:1 | 2:2 | 4:1 | 3:1 | 2:0 | 1:3 | 4:2 | 4:0 | 2:1 | 1:0 |
| Fjölnir            | 0:2 | 1:3 |     | 1:1 | 2:0 | 1:0 | 1:0 | 2:1 | 3:0 | 1:1 | 1:1 | 4:3 |
| Fylkir             | 1:1 | 3:2 | 0:4 |     | 0:0 | 3:0 | 3:3 | 1:3 | 3:1 | 0:2 | 0:3 | 1:0 |
| Akraness           | 0:1 | 2:3 | 4:4 | 0:0 |     | 3:1 | 4:2 | 0:0 | 2:1 | 0:1 | 1:0 | 1:1 |
| ÍB Vestmannaeyja   | 2:0 | 1:4 | 4:0 | 0:1 | 1:2 |     | 3:0 | 1:1 | 2:2 | 0:2 | 3:3 | 3:2 |
| Keflavík           | 1:1 | 1:2 | 1:1 | 1:3 | 0:4 | 3:1 |     | 0:1 | 3:2 | 1:2 | 1:2 | 1:3 |
| KR                 | 0:0 | 1:3 | 2:0 | 2:0 | 1:1 | 1:0 | 4:0 |     | 1:0 | 0:3 | 2:2 | 5:2 |
| Leiknir            | 0:2 | 0:1 | 2:3 | 1:1 | 0:1 | 0:2 | 1:1 | 0:2 |     | 1:0 | 0:1 | 2:0 |
| Stjarnan           | 0:1 | 1:1 | 1:3 | 1:0 | 1:1 | 3:0 | 7:0 | 0:1 | 1:1 |     | 1:2 | 1:1 |
| Valur              | 0:1 | 2:0 | 3:3 | 4:2 | 4:2 | 1:1 | 3:2 | 3:0 | 0:3 | 1:2 |     | 0:1 |
| Víkingur Reykjavík | 2:2 | 0:1 | 2:0 | 0:0 | 1:1 | 1:0 | 7:1 | 0:3 | 1:1 | 2:2 | 2:2 |     |

Źródło: Knattspyrnusamband Íslands (isl.)
Objaśnienia:
1Drużyna gospodarzy jest wymieniona po lewej stronie tabeli.
Kolory: zielony – zwycięstwo gospodarzy, żółty – remis, różowy – zwycięstwo gości.

## Najlepsi strzelcy
| Bramki | Strzelcy               | Drużyna    |
| ------ | ---------------------- | ---------- |
| 13     | Patrick Pedersen       | Valur      |
| 12     | Jonathan Ricardo Glenn | Breiðablik |
| 9      | Garðar Gunnlaugsson    | Akraness   |
| 9      | Steven Lennon          | FH         |
| 8      | Atli Viðar Björnsson   | FH         |
| 8      | Óskar Örn Hauksson     | KR         |
| 8      | Jeppe Hansen           | Stjarnan   |
| 8      | Atli Guðnason          | FH         |
| 7      | Þórir Guðjónsson       | Fjölnir    |
| 7      | Emil Pálsson           | FH         |
| 7      | Albert Brynjar Ingason | Fylkir     |

• Źródło: Knattspyrnusamband Íslands (isl.)